# Caulokaempferia khaomaenensis
Caulokaempferia khaomaenensis är en enhjärtbladig växtart som beskrevs av Chayan Picheansoonthon och Mokkamul. Caulokaempferia khaomaenensis ingår i släktet Caulokaempferia och familjen Zingiberaceae.
Artens utbredningsområde är Thailand. Inga underarter finns listade i Catalogue of Life.